# Бриківський
Бриківський — пасажирський залізничний зупинний пункт Козятинської дирекції Південно-Західної залізниці розташований на двоколійній електрифікованій змінним струмом лінії Шепетівка — Бердичів.
Розташований у селі Судилків Шепетівського району Хмельницької області між станціями Судилків (4 км) та Хролин (3 км).
На зупинному пункті зупиняються приміські поїзди.